# Summer of Energy
Summer of Energy è una canzone del DJ italiano Gigi D'Agostino con il duo Datura.
La canzone è il primo estratto dall'album del 2004 L'amour toujours II. Le cantanti sono Amparo Fidalgo, quella ufficiale del duo, ed Annalisa.
Il tema principale del brano riprende il secondo tempo dell'Inverno di Antonio Vivaldi. Nell'album è presente una versione chiamata Viaggio Mix.

## Tracce

### Vinyl
- Lato A - Summer of Energy (Gigi D'Agostino Viaggio Mix)(Album Version) 7:05
- Lato B - Summer of Energy (Solsticio Largo) 6:51

### Cd-singolo
1. Summer of Energy (Gigi D'Agostino FM Mix) 2:48
2. Summer of Energy (Solsticio Corto) 4:00
3. Summer of Energy (Gigi D'Agostino Viaggio Mix)(Album Version) 7:05
4. Summer of Energy (Solsticio Largo) 6:51
5. Summer of Energy (Gigi D'Agostino Amore Mix) 5:01